# Лоскутов, Виктор Георгиевич
Виктор Георгиевич Лоскутов (27 сентября 1923 — 23 февраля 1970) — советский лётчик бомбардировочной авиации Военно-морского флота, Герой Советского Союза (14.09.1945). Майор (21.03.1957).

## Биография
Родился в посёлке Янаул (с 1991 года — районный центр Башкирии).
Русский. Член ВКП(б)/КПСС с 1951 года. Окончил среднюю школу.
В ряды Красной Армии призван в 1941 году Янаульским райвоенкоматом Башкирской АССР. В октябре 1942 года переведён в Военно-морской флот СССР. Окончил 3-ю школу пилотов ВМФ в 1943 году и Военно-морское авиационное училище имени С. А. Леваневского в 1944 году. Летал на бомбардировщике Пе-2.
На фронтах Великой Отечественной войны с мая 1944 года. Летом 1944 года воевал в составе ВВС Черноморского флота, участвовал в Ясско-Кишинёвской наступательной операции и совершал боевые вылеты на атаки военно-морских баз Констанца и Браилов. Затем воевал лётчиком в рядах 12-го гвардейского пикировочно-бомбардировочного авиационного полка 8-й минно-торпедной авиационной дивизии ВВС Краснознамённого Балтийского флота. Бомбил ВМБ Либава, Мемель, Пиллау и другие. 23 декабря 1944 года его самолёт был подбит немецкими истребителями над целью, но лейтенант Лоскутов проявил хладнокровие и сумел довести горящую машину до линии фронта и произвести посадку, тем самым спас жизнь всему экипажу. По состоянию на 21 апреля 1945 года выполнил 20 боевых вылетов, в составе группы бомбовыми ударами с пикирования потопил 4 транспорта и подводную лодку, повредил румынский вспомогательный крейсер и 2 транспорта. Всего в Великой Отечественной войне выполнил 36 боевых вылетов, потопил 1 транспорт лично и в составе звена — 7 транспортов и 1 подводную лодку. Сбил в воздушном бою немецкий истребитель.
После капитуляции Германии оказался в числе лётчиков, направленных для передачи боевого опыта личному составу ВВС Тихоокеанского флота.
Лётчик 34-го ближнебомбардировочного авиационного полка (10-я авиационная дивизия пикирующих бомбардировщиков, ВВС Тихоокеанского флота) комсомолец лейтенант Виктор Лоскутов отличился во время советско-японской войны в августе 1945 года. Совершил 5 боевых вылетов на атаки военно-морских баз и наземных целей в условиях сильного зенитного огня противника. При атаке порта Расин (ныне Наджин, Корейская Народно-Демократическая Республика) 10 августа 1945 года лично потопил 1 транспорт. Поддерживая советских десантников в порту Сэйсин, 16 августа уничтожил бронепоезд. Кроме того, разрушил железнодорожный мост, цех сталелитейного завода, железнодорожные постройки и пути, до 20 вагонов. В последнем боевом вылете 17 августа самолёт был сбит зенитным огнём на станцией Ранан, но сумел посадить горящую машину на воду, добрался с экипажем до берега и вышел по занятой японцами территории навстречу своим наступавшим войскам.
Указом Президиума Верховного Совета СССР от 14 сентября 1945 года «за образцовое выполнение заданий командования на фронте борьбы с японскими милитаристами и проявленные при этом отвагу и геройство» лейтенанту Лоскутову Виктору Георгиевичу присвоено звание Героя Советского Союза с вручением ордена Ленина и медали «Золотая Звезда» (№ 7147).
После Победы продолжал служить в ВМФ СССР. В 1952 году В. Г. Лоскутов окончил Высшие офицерские лётно-тактические курсы авиации ВМФ СССР. Проходил службу на командных должностях в ВВС Тихоокеанского и Балтийского флотов. С сентября 1962 года майор Лоскутов — в запасе. 
Жил в городе Калининграде. Работал директором авиамастерских при аэродроме «Храброво» (Калининградская область). Скончался 23 февраля 1970 года. Похоронен на Старом городском кладбище города.

## Награды
- Медаль «Золотая Звезда» Героя Советского Союза (14.09.1945)[3].
- Орден Ленина (14.09.1945).
- Два ордена Красного Знамени (30.04.1945[7], 28.08.1945[8]).
- Медали.

## Память
- В городе Янауле на здании школы № 79 установлена мемориальная доска Виктору Лоскутову.
- Его именем названа улица в микрорайоне Истяк города Янаул.
- В городе Янаул на Аллее Героев установлена памятная доска Лоскутову В. Г.[9].